# Giovanni Salviati
Giovanni Salviati (Firenze, 24 marzo 1490 – Ravenna, 28 ottobre 1553) è stato un cardinale e vescovo cattolico italiano.

## Biografia

Stemma dei Salviati

Figlio di Jacopo Salviati e di Lucrezia de' Medici, era per parte di madre nipote di papa Leone X e suo fratello Bernardo fu a sua volta cardinale. Le sue parentele lo portarono ad essere anche zio del granduca di Toscana Cosimo I e del cardinale Alessandro de' Medici, futuro papa Leone XI.
Dallo zio pontefice fu nominato cardinale nel 1517 ed amministratore apostolico di Ferrara nel 1520.
Quando salì al soglio pontificio il cugino Giulio de' Medici con il nome di Clemente VII, entrò a suo servizio eseguendo alcune importanti ambascerie. Fu inviato presso Carlo V in Spagna per indurlo a richiamare le sue truppe dagli Stati della Chiesa, quindi si recò in Francia nel 1526 a stringere il trattato della Lega di Cognac (o Lega Santa), contro lo stesso Carlo V su iniziativa del papa per opporsi alla sua eccessiva preponderanza.
Fu amministratore apostolico di diverse diocesi ed alla morte di papa Clemente VII era tra i papabili, ma non venne eletto per l'opposizione di Carlo V.
È sepolto presso la basilica cattedrale di Ferrara; una lapide ne ricorda la presenza.

## Ascendenza
|                     |                  |                      | Genitori                   |  |  | Nonni |  |  | Bisnonni          |  |  | Trisnonni       |  |
|                     |                  |                      |                            |  |  |       |  |  | Alamanno Salviati |  |  | Jacopo Salviati |  |
|                     |                  |                      |                            |  |  |       |  |  | Alamanno Salviati |  |  | Jacopo Salviati |  |
|                     |                  | Albiera Gucci        |                            |  |  |       |  |  | Alamanno Salviati |  |  |                 |  |
| Giovanni Salviati   |                  |                      |                            |  |  |       |  |  | Alamanno Salviati |  |  |                 |  |
|                     |                  | Caterina de' Medici  | Averardo de' Medici        |  |  |       |  |  |                   |  |  |                 |  |
|                     |                  | Caterina de' Medici  | Averardo de' Medici        |  |  |       |  |  |                   |  |  |                 |  |
|                     |                  | Caterina de' Medici  | Maddalena Monaldi          |  |  |       |  |  |                   |  |  |                 |  |
| Jacopo Salviati     |                  | Caterina de' Medici  |                            |  |  |       |  |  |                   |  |  |                 |  |
|                     |                  | Simone Gondi         | Silvestro Gondi            |  |  |       |  |  |                   |  |  |                 |  |
|                     |                  | Simone Gondi         | Silvestro Gondi            |  |  |       |  |  |                   |  |  |                 |  |
|                     |                  | Simone Gondi         | Alessandra Donati          |  |  |       |  |  |                   |  |  |                 |  |
| Elena Gondi         |                  | Simone Gondi         |                            |  |  |       |  |  |                   |  |  |                 |  |
|                     |                  | Maria Buondelmonti   | Simone Buondelmonti        |  |  |       |  |  |                   |  |  |                 |  |
|                     |                  | Maria Buondelmonti   | Simone Buondelmonti        |  |  |       |  |  |                   |  |  |                 |  |
|                     |                  | Maria Buondelmonti   | …                          |  |  |       |  |  |                   |  |  |                 |  |
| Giovanni Salviati   |                  | Maria Buondelmonti   |                            |  |  |       |  |  |                   |  |  |                 |  |
|                     | Piero de' Medici | Cosimo de' Medici    |                            |  |  |       |  |  |                   |  |  |                 |  |
|                     | Piero de' Medici | Cosimo de' Medici    |                            |  |  |       |  |  |                   |  |  |                 |  |
|                     | Piero de' Medici | Contessina de' Bardi |                            |  |  |       |  |  |                   |  |  |                 |  |
| Lorenzo de' Medici  | Piero de' Medici |                      |                            |  |  |       |  |  |                   |  |  |                 |  |
|                     |                  | Lucrezia Tornabuoni  | Francesco Tornabuoni       |  |  |       |  |  |                   |  |  |                 |  |
|                     |                  | Lucrezia Tornabuoni  | Francesco Tornabuoni       |  |  |       |  |  |                   |  |  |                 |  |
|                     |                  | Lucrezia Tornabuoni  | Selvaggia degli Alessandri |  |  |       |  |  |                   |  |  |                 |  |
| Lucrezia de' Medici |                  | Lucrezia Tornabuoni  |                            |  |  |       |  |  |                   |  |  |                 |  |
|                     |                  | Jacopo Orsini        | Orso Orsini                |  |  |       |  |  |                   |  |  |                 |  |
|                     |                  | Jacopo Orsini        | Orso Orsini                |  |  |       |  |  |                   |  |  |                 |  |
|                     |                  | Jacopo Orsini        | Lucrezia Conti             |  |  |       |  |  |                   |  |  |                 |  |
| Clarice Orsini      |                  | Jacopo Orsini        |                            |  |  |       |  |  |                   |  |  |                 |  |
|                     |                  | Maddalena Orsini     | Carlo Orsini               |  |  |       |  |  |                   |  |  |                 |  |
|                     |                  | Maddalena Orsini     | Carlo Orsini               |  |  |       |  |  |                   |  |  |                 |  |
|                     |                  | Maddalena Orsini     | Paola Orsini               |  |  |       |  |  |                   |  |  |                 |  |
|                     |                  | Maddalena Orsini     |                            |  |  |       |  |  |                   |  |  |                 |  |